# DNA-metiltransferasi sito-specifica (specifica per adenina)
La DNA-metiltransferasi sito-specifica (specifica per adenina) o ADN-metiltransferasi sito-specifica (specifica per adenina) è un enzima appartenente alla classe delle transferasi, che catalizza la seguente reazione:
S-adenosil-L-metionina + una adenina contenuta nel DNA ⇄ S-adenosil-L-omocisteina + una 6-metilamminopurina contenuta nel DNA
Si tratta in realtà di un ampio gruppo di enzimi, con specificità sovrapponibile a quella delle deossiribonucleasi I (sito-specifiche) (numero EC 3.1.21.3), delle deossiribonucleasi II (sito-specifiche) (numero EC 3.1.21.4) e delle deossiribonucleasi III (sito-specifiche) (numero EC 3.1.21.5).